# 강릉 김씨
강릉 김씨(江陵金氏)는 강원특별자치도 강릉시를 본관으로 하는 한국의 성씨이다.

## 역사
강릉김씨 시조 김주원(金周元)은 김알지(金閼智)의 21세손으로 시중(侍中) 겸 병부령(兵部令)를 지냈다. 아버지는 각간(角干)을 지낸 김유정(金惟靖)이다. 족보상으로는 태종무열왕의 셋째 아들인 김문왕(金文王)의 5세손이라고 한다. 그러나 사료상으로는 김문왕의 형이자 문무왕의 동생인 김인문의 후손이라는 기록도 있다. 785년(선덕여왕 6) 선덕왕이 후사가 없이 죽자 군신회의에서 그를 왕으로 추대하기로 하였다. 그러나 경주의 알천 북쪽에 살던 곳에 갑자기 큰 비가 내려 알천을 건널 수가 없어 입궐을 못하게 되자 이는 하늘의 뜻이라 하여 즉위를 포기하였다. 이에 원성왕이 즉위하니 그가 내물왕의 12대손 김경신이다. 그 후 원성왕은 그에게 왕위에 오를 것을 권유했으나 끝내 사양하고 강릉으로 은거하자 원성왕은 그의 겸손함에 감복하여 명주군왕(溟州郡王)으로 봉했다. 그리하여 후손들은 강릉을 본관으로 삼아 세계를 이어오고 있다.
김주원의 아들 김헌창(金憲昌)은 헌덕왕 때 웅주(熊州)에서 난을 일으켜 국호를 ‘장안(長安)’이라 하고, 한때 4주 3소경을 점령했으나 한 달 만에 관군에게 패하여 웅주에서 자살하였다.
김순식(金順式)은 고려 건국 초 명주(溟州)장군으로 끝까지 항거하다 왕건에게 설득을 받고 협력하여 후백제 정벌에 공을 세웠다. 그 후 대광(大匡)에 오르고 왕씨 성을 하사 받았다. 그러나 조선 개국 후 왕씨가 탄압을 받자 원래 성인 김씨로 환원하였다.

## 분파
- 청풍파(淸風派16손), 안동파(安東派17손), 부정공파(19손), 옥가파(19손), 습독공파(習讀公派), 임경공파(臨鏡公派), 강릉노암공파(江陵魯巖公派), 유천파(楡川派), 양양공파(襄陽公派), 한림공파(翰林公派)
- 강릉모안파(江陵慕顔派), 강릉옥가파(江陵玉街派), 강릉옥계파(江陵玉溪派), 풍덕파(豊德派), 강릉송림파(江陵松林派), 강릉호명파(江陵虎鳴派)
- 초당파(草堂派), 학포파(鶴浦派), 강릉가평파(江陵柯坪派), 조항파(鳥項派), 신당파(信堂派), 모전파(茅田派), 금강덕원파(金江德原派), 원산파(元山派)
- 삼척파(三陟派), 횡성파(橫城派), 만호공파(萬戶公派), 지산군파(支山君派), 공청간파(公淸簡派), 상주파(尙州派), 송오공파(松塢公派), 모암공파(慕庵公派)
- 회와공파(晦窩公派), 문의파(文義派), 목천복귀형파(木川伏龜亨派), 파주능동파(坡州陵洞派), 백동파(栢洞派), 제주공파(濟州公派), 명주공파
- 강릉선연파(江陵蟬淵派), 찬성공파(贊成公派), 월봉공파(月峰公派), 삼괴당공파(三愧堂公派), 장보공파(長甫公派), 여산파(礪山派), 평의공파(評議公派)
- 철산현감공파(鐵山縣監公派), 감무공파(監務公派), 동원군파(東原君派)

## 인물
- 김상기(金上琦, 1031년 ~ ?) : 1070년(문종 24)에 좌우보궐(左右補闕), 1089년 우산기상시(右散騎常侍), 1091년 호부상서정당문학(戶部尙書政堂文學), 1092년 호부상서로서 권판동북면병마사 겸 행영병마사(權判東北面兵馬事兼行營兵馬使), 1093년 이부상서 참지정사 판상서호부사 수국사(吏部尙書參知政事判尙書戶部事修國事)에 올랐다. 1095년에 숙종이 즉위하자 수사도 문하시랑 동중서문하평장사 감수국사(守司徒門下侍郎同中書門下平章事監修國事)로 승진하고 1099년 수태부(守太傅)에 올랐다. 시호는 문정(文貞).
- 김인존(金仁存, ? ∼ 1127년) : 김상기의 아들. 고려 선종·헌종·숙종의 삼대에 걸쳐 내시직(內侍職)에 종사하였다. 외직에 보직되기를 간청해 상서예부 원외랑(尙書禮部員外郎)을 거쳐 개성부사가 되었으며, 다시 기거사인 지제고(起居舍人知制誥)에 올랐다. 이어 기거랑(起居郞)이 되었으나, 왕의 뜻에 거슬려 병부원외랑으로 좌천되었다. 그 뒤 이부낭중 겸 동궁시강학사(吏部郎中兼東宮侍講學士)를 거쳐 중서사인(中書舍人)에 올랐다. 1105년 숙종이 죽자 요나라에 갔다와서 예부시랑 간의대부(諫議大夫)가 되었다. 1101년 비서감(秘書監)에 올라 송나라에 사신으로 다녀왔고, 뒤에 수사도 중서시랑평장사 상주국(守司徒 中書侍郎平章事上柱國)에 올랐다.
- 김영석(金永錫, 1079년 ∼ 1167년) : 김인존의 아들. 예종 때 음보로 양온서승동정(良醞署丞同正)이 되었고, 과거 급제 후 첨사부주부(詹事府注簿)를 거쳐 인종 초 합문지후(閤門祗候)·전중내급사(殿中內給事)가 되었다. 1148년(의종 2) 수문전학사(修文殿學士)가 되었고, 1149년 삼사사(三司使)가 되었으며 1151년 정당문학(政堂文學), 1152년 중서시랑평장사(中書侍郎平章事)가 되었다. 1154년 상서좌복야(尙書左僕射)·판공부사(判工部事)로 치사(致仕)했다.
- 김사혁(金斯革, ? ~ 1385년) : 고려 말기의 무신. 양광도상원수,지문하부사 知門下府事
- 김시습(金時習, 1435년 ∼ 1493년) : 생육신(生六臣)의 한 사람. 시호는 청간(淸簡)이다.
- 김첨경(金添慶, 1525년 ~ 1583년) : 1549년 식년 문과에 을과로 급제하고, 선조 때 예조판서에 이르렀다. 시호는 숙간(肅簡)이다.
- 김상성(金尙星, 1703년 ∼ 1755년) : 1723년(경종 3) 정시문과에 장원 급제하여, 1755년 이조판서에 이르렀다. 시호는 문헌(文憲).
- 김상철(金尙喆, 1712년 ∼ 1791년) : 1736년(영조) 정시문과에 을과로 급제하여 정조조에 영의정에 올랐다. 시호는 충익(忠翼).
- 김상집(金尙集, 1723년 ∼ ？) : 1755년(영조 31) 정시문과에 을과로 급제하여 판서와 우참찬에 이르렀다.
- 김진만(金振晩, 1918년 ~ 2006년) : 제9대 전반기 국회부의장이다. 제3·4·6·7·8·9·10 국회의원을 역임하였다.
- 김주남(金周南, 1931년 ~ 2009년) : 제15대 건설부 장관을 역임하였다.
- 김윤기(金允起, 1942년 ~ ) : 제6대 건설교통부 장관을 역임하였다.
- 김준기(金俊起, 1944년 ~ ) : 동부그룹 회장을 역임했다.
- 김진선(金振兟, 1946년  ) 제32-34대 강원도지사를 역임하였다.
- 김택기(金宅起, 1950년 ~ ) : 前 동부화재 사장, 제16대 국회의원을 역임하였다.
- 김금래(金錦來, 1952년 ~ ) : 제2대 여성가족부 장관을 역임하였다.
- 김남근(金南槿, 1963년 ~ ) : 제22대 국회의원을 역임하였다.

## 항렬자
- 대동항렬

| 33세   | 34세   | 35세   | 36세     | 37세   | 38세     | 39세   | 40세     | 41세   | 42세     | 43세   | 44세     | 45세   | 46세     | 47세   | 48세     | 49세   | 50세     | 51세   | 52세   | 53세          | 54세   | 55세   | 56세   | 57세   | 58세   | 59세   | 60세   |
| ------ | ------ | ------ | -------- | ------ | -------- | ------ | -------- | ------ | -------- | ------ | -------- | ------ | -------- | ------ | -------- | ------ | -------- | ------ | ------ | ------------- | ------ | ------ | ------ | ------ | ------ | ------ | ------ |
| 학(學) | 병(秉) | 연(演) | 口경(卿) | 진(振) | 口기(起) | 남(南) | 口래(來) | 동(東) | 口유(猷) | 성(成) | 口현(玄) | 만(萬) | 口구(九) | 명(命) | 口영(寧) | 무(茂) | 口기(紀) | 유(庾) | 재(宰) | 성(聖) 중(重) | 규(揆) | 하(夏) | 원(元) | 두(斗) | 택(澤) | 오(吾) | 장(章) |

## 인구
- 1985년 35,816가구 150,577명
- 2000년 52,050가구 165,963명
- 2015년 179,593명

## 같이 보기
- 강릉 왕씨
- 경주 김씨